# Bonifazio Caetani
Bonifazio Caetani (Roma, 1567 - Roma, 24 de junho de 1617) foi um cardeal do século XVII.

## Biografia
Nasceu em Roma em 1567. Dos duques de Sermoneta. Quarto dos oito filhos de Onorato Caetani e Agnesia Colonna di Paliano. Os outros filhos eram Pietro, Filippo, Antonio, Gregorio, Guglielmo, Ruggero e Benedetto. Descendente da família do Papa Bonifácio VIII. Sobrinho-neto do Cardeal Niccolò Caetani (1536). Sobrinho do Cardeal Enrico Caetani (1585). Primo do Cardeal Ascanio Colonna (1586). Irmão do Cardeal Antonio Caetani (1621). Tio do Cardeal Luigi Caetani (1626). Outro membro da família foi o cardeal Antonio Caetani (1402). Seu sobrenome também está listado como Caietani; como Caietanus; e como Caetanus.
Obteve o doutorado em utroque iure, tanto em direito canônico quanto em direito civil..
Prior de San Leonardo di Santa Maria de' Teutoni, 26 de junho de 1588, Referendário dos Tribunais da Assinatura Apostólica da Justiça e da Graça, 15 de março de 1591. Governador de Camerino, 1593. Recebeu o subdiaconado e o diaconato, 8 de novembro de 1593..
Ordenado em 8 de novembro de 1593. Governador de Orvieto, de 1 de fevereiro de 1595 a 8 de abril de 1596. Presidente, cidadão e protetor de Orvieto em 8 de abril de 1596; renunciou pouco depois. Preceptor de S. Leonardo. Nomeado para a sé de Cassano pelo rei Felipe III da Espanha..
Eleito bispo de Cassano, em 8 de novembro de 1599. Consagrado (nenhuma informação encontrada)..
Criado cardeal sacerdote no consistório de 11 de setembro de 1606. Legado a latere na Romagna, de 25 de setembro de 1606 a 4 de junho de 1612. Recebeu o chapéu vermelho em 12 de novembro de 1607; e o título de S. Pudenziana em 19 de novembro de 1607. Nomeada à sé de Taranto pelo rei Felipe III da Espanha. Promovido à sé metropolitana de Tarento em 22 de abril de 1613. Concedido o pálio em 29 de abril de 1613..
Morreu em Roma em 24 de junho de 1617. Sepultado na capela de sua família em sua igreja titular..